# منبع تغذیه سوئیچینگ

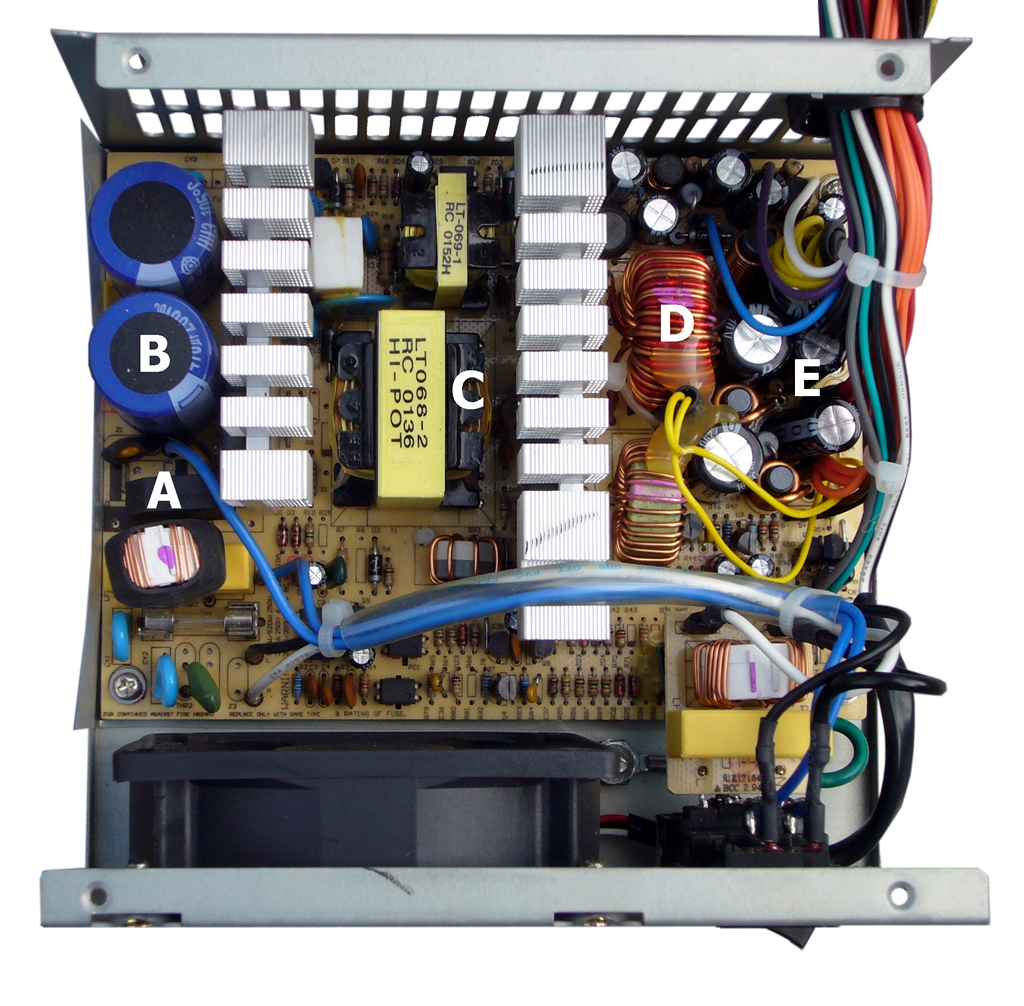
قطعات منبع تغذیه سوئیچینگ: قسمت A: فیلترینگ ورودی EMI قسمت B: ورودی فیلتر خازن‌ها قسمت C: ترنسفورماتورها قسمت D: خروجی فیلتر coil قسمت E: خروجی فیلتر خازن‌ها

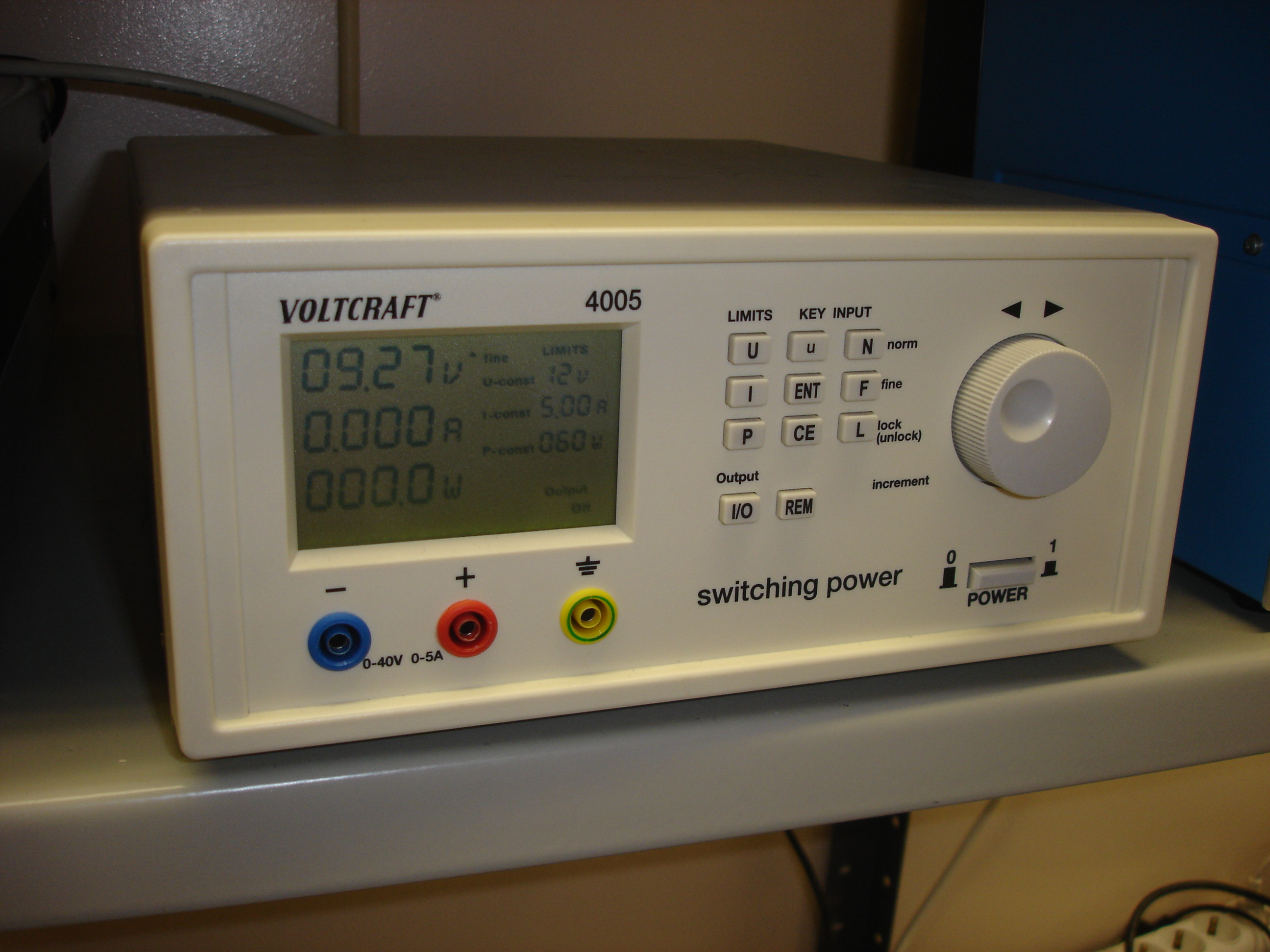
یک منبع تغذیه سوئیچینگ قابل تنظیم برای استفاده در آزمایشگاه

منبع تغذیه سوئیچینگ (به انگلیسی: Switched-mode power supply) (اختصاری SMPS) نوعی منبع تغذیه است. یک رگولاتور خطی با تلف کردن توان اضافی به شکل حرارت قادر است ولتاژ یا جریان خروجی را تنظیم کند بنابراین حداکثر بازده توان آن برابر است با نسبت ولتاژ خروجی به ولتاژ ورودی. در یک منبع تغذیه سوییچینگ ولتاژ یا جریان از طریق سویچ کردن یک عنصر ذخیره‌کننده انرژی مثل سلف یا خازن تنظیم می‌شود. عناصر سوییچینگ ایده‌آل (مثل ترانزیستوری که در خارج از ناحیه فعال کار می‌کند) در حالت وصل، مقاومتی نداشته و در حالت قطع هم جریانی از آن‌ها عبور نمی‌کند بنابراین این دسته از منابع تغذیه به لحاظ نظری می‌توانند بازده ۱۰۰ درصد داشته باشند.
(این یعنی اینکه تمامی توان ورودی به بار منتقل می‌شود و هیچ کسری از آن از طریق گرما هدر نمی‌رود).

## تاریخچه

#### ۱۸۳۶
سیم پیچ های القایی از سوئیچ ها برای تولید ولتاژ بالا استفاده می کنند.

#### ۱۹۱۰
یک سیستم جرقه الکتریکی تخلیه القایی که توسط چارلز اف. کترینگ و شرکتش شرکت آزمایشگاه مهندسی دیتون دلکو(Delco) اختراع شده بود، برای کادیلاک تولید می شود.سیستم جرقه زنی Kettering یک نسخه سوئیچ مکانیکی از مبدل تقویت کننده فلای بک  است که در آن  ترانسفورماتور سیم پیچ جرقه زنی(کویل) می باشد . انواع این سیستم جرقه زنی تا دهه ۱۹۶۰ در تمام موتورهای احتراق داخلی غیر دیزلی مورد استفاده قرار گرفت، در این زمان  ابتدا با نسخه های سوئیچ الکترونیکی حالت جامد و سپس سیستم های جرقه زنی تخلیه خازنی جایگزین شدند.

#### ۱۹۲۶
در ۲۳ ژوئن، مخترع بریتانیایی فیلیپ ری کورسی برای ثبت اختراع در کشور خود و ایالات متحده برای "کندانسور الکتریکی" خود درخواست داد. این حق اختراع در میان کاربردهای دیگر به جوشکاری با فرکانس بالا و کوره‌ها، اشاره می‌کند.

#### ۱۹۳۲
از رله های الکترومکانیکی برای تثبیت ولتاژ خروجی ژنراتورها استفاده می شود. رجوع کنید به تنظیم کننده ولتاژ

#### ۱۹۳۶
رادیوهای خودرو از ویبره‌های الکترومکانیکی برای تبدیل منبع باتری ۶ ولتی به ولتاژ B+ مناسب برای لوله‌های خلاء استفاده کردند.

#### ۱۹۵۹
ماسفت (ترانزیستور اثر میدانی فلز-اکسید-نیمه هادی) توسط محمد ام. آتالا و داون کاهنگ در آزمایشگاه‌های بل اختراع شد.ماسفت قدرت بعداً به پرکاربردترین قطعه نیم‌رسانای قدرت برای سوئیچینگ منابع تغذیه تبدیل شد.
اختراع سیستم منبع تغذیه مبدل نوسان و یکسو کننده ترانزیستور در ایالات متحده توسط جوزف ای. مورفی و فرانسیس جی استارزک از شرکت جنرال موتورز ثبت شد. 

### دهه ۱۹۶۰
کامپیوتر هدایت آپولو، که در اوایل دهه ۱۹۶۰ توسط آزمایشگاه ابزار ام آی تی برای ماموریت‌های جاه‌طلبانه ناسا در برنامه فضایی آپولو (۱۹۶۶-۱۹۷۲) توسعه یافت، دارای منابع تغذیه با حالت سوئیچینگ  اولیه بود.

#### ۱۹۶۷
باب ویدلر از  شرکت  فرچایلد سمیکانداکتر  آی سی تنظیم کننده ولتاژ  μA723 را طراحی می کند. یکی از کاربردهای آن به عنوان تنظیم کننده حالت سوئیچینگ 
است.

#### ۱۹۷۰
تکترونیکس شروع به استفاده از منبع تغذیه با راندمان بالا در اسیلوسکوپ های سری ۷۰۰۰ خود می کند که از سال ۱۹۷۰ تا ۱۹۹۵ تولید می شدند.

#### ۱۹۷۲
HP-35، اولین ماشین حساب جیبی هیولت پاکارد، با منبع تغذیه سوئیچینگ ترانزیستوری برای دیودهای ساطع نور (ال‌ئی‌دی )، ساعت ها، تایمر، حافظه فقط خواندنی ROM و رجیسترها معرفی شده است.

#### ۱۹۷۳
زیراکس از منابع تغذیه سوئیچینگ در مینی کامپیوتر زیراکس آلتو استفاده می کند

#### ۱۹۷۶
رابرت مامانو، یکی از بنیانگذاران شرکت  Silicon General Semiconductors، اولین مدار یکپارچه برای کنترل کننده  SMPS، مدل SG1524 را توسعه داد.پس از یک سری ادغام و خرید (Linfinity، Symetricom، Microsemi)، این شرکت اکنون بخشی از فناوری شرکت  مایکروچیپ است.

#### ۱۹۷۷
Apple II ( اپل ۲)با منبع تغذیه حالت سوئیچینگ طراحی شده بود. "راد هولت ... منبع تغذیه سوئیچینگی را ایجاد کرد که به ما امکان ساخت یک کامپیوتر بسیار سبک را می داد".

#### ۱۹۸۰
مولد سیگنال سنتز شده HP8662A با فرکانس ۱۰ کیلوهرتز – ۱.۲۸ گیگاهرتز با منبع تغذیه حالت سوئیچینگ عرضه شد.

## سازوکار
منابع تغذیه گوناگونی وجود دارند اما سازوکار تقریباً یکسانی دارند.
- برد مدار چاپی (PCB): برد اصلی که قطعات بر روی آن لحیم می‌شوند و به یکدیگر متصل می‌شوند.
- فیلتر خطی (Line filter): این قطعه از ورود و خروج فرکانس‌های اضافی جلوگیری می‌کند. این جریانات ناخواسته در زمان سوئیچینگ‌ها یا چرخش موتورهای الکتریکی به وجود می‌آیند.[۲]
- خازن ورودی (Input Capacitor): این قسمت از دو خازن الکترولیت با ظرفیت متناسب توان منبع تغذیه تشکیل شده‌است که وظیفه تنظیم و کنترل سطح ولتاژ ورودی و خروجی و همچنین ذخیره انرژی مورد نیاز مدارسوئیچینگ به هنگام وقفه‌های کوتاه انرژی را بر عهده دارد.
- پاور سوئیچینگ (Power switching): این قسمت از دو ماسفت تشکیل شده‌است که وظیفه کنترل ولتاژ خروجی هنگامی که سیستم شروع به کار می‌کند یا خاموش می‌شود را بر عهده دارد.
- ترنسفورمر (Transformer): خروجی‌های مختلفی برای کار بخش‌های رایانه مورد نیاز است. تغییر سطح ولتاژ توسط این قطعه انجام می‌گیرد.
- دیودهای خروجی (Output Diodes): دیودهای زنر و شاتکی هستند که وظیفه یکسو سازی ولتاژ خروجی در حالت عادی و قطع کامل جریان خروجی در حالت خاص را بر عهده دارند.
- فیلتر خروجی (Output Filter): این قطعه در زمان روشن بودن سیستم به ذخیره انرژی می‌پردازد و زمانی که سیستم خاموش می‌شود، آن را به ترانزیستورها انتقال می‌دهد.
- گرماگیر (Heat sink): زمان روشن بودن منبع تغذیه انرژی زیادی تبدیل به گرما می‌شود. دفع این گرما به وسیله فن و سینک‌های گرمایی صورت می‌گیرد. گرماگیر از آلیاژهای مختلف آلومینیوم و مس ساخته می‌شود و به واسطه تعبیه شیارهایی برروی آن جهت عبور جریان هوا، وظیفه انتقال دما از ترانزیستورهای سوئیچینگ، دیودهای زنر، شاتکی و فست به محیط اطراف را بر عهده دارد.
- فن: در منابع تغذیه وظیفه خنک کردن فضای داخل منابع تغذیه حاصل از گرمای خازن‌ها و دیودها را بر عهده دارد.

## واحد اندازه‌گیری
وات (Wat) اصلی‌ترین واحد سنجش کارکرد یک منبع تغذیه است. هر کدام از قطعات دیگر رایانه مقدار مشخصی از انرژی را مصرف می‌کنند و منبع تغذیه با استفاده از ترنسفورماتور، ولتاژهای مختلفی را برای اجزای مختلف تولید می‌کند. منابع تغذیه سوئچینگ از ۲۰۰ تا ۱۰۰۰ ولت بنا به کاربردشان وجود دارند.
- مادربورد: بین ۵۰ تا ۱۵۰ وات (و در سرورها بیشتر)؛
- پردازنده: ۱۰۰ وات؛
- حافظه دسترسی تصادفی: بین ۱۰ تا ۱۵ وات؛
- هارد دیسک: ۱۵ تا ۳۰ وات؛
- کارت‌های توسعه: ۵ تا ۱۵۰ وات (البته بسته به نوع سخت‌افزار نصب شده در این اسلات‌ها دارد)؛
- درایو نوری: ۲۰ تا ۳۰ وات؛
- فن: ۱۰ وات.

## فرم فاکتور
فرم فاکتور جنبه‌ای از طراحی سخت‌افزار است که اندازه، شکل و دیگر مشخصات فیزیکی قطعات به خصوص در لوازم الکترونیکی مصرفی و بسته‌بندی الکترونیکی را تعریف و تشریح می‌کند. منابع تغذیه در دو فرم فاکتور AT و ATX موجود هستند.

## اتصال الکتریکی
ایجاد تماس بین دو رسانا معمولاً با یک وسیلهٔ الکترو-مکانیکی است که برای اتصال پایانه‌های برقی و ایجاد یک مدار الکتریکی بین دستگاه‌ها از آن‌ها استفاده می‌شود. ابزار اتصال الکتریکی متشکل از جک یا فیش‌های سر نر و سر ماده است. منابع تغذیه سوئیچینگ برای سخت‌افزارهای مختلف درون کیس، اتصال‌دهنده (connector) های مختلفی دارند.
- کابل P1: کابل متصل شونده به مادربرد. ۲۰ یا ۲۴ پین. پاورهای ویرایش ۱٫۳ از شاخه+12 V ضعیف تری برخوردار و کانکتور خروجی در این مدل‌ها دارای ۲۰ پین می‌باشد؛ ولی پاورهای ویرایش ۲٫۰ که از +12 V پرقدرت تری برخوردار می‌باشند دارای کانکتور ۲۴ پین می‌باشند.[۴] قابلیتی در کابل‌های P1 وجود دارد که می‌توانند از ۲۰ پین به ۲۴ یا عکس، تغییر کنند.
- کابل P4: کابل CPU
- کابل ساتا (SATA): درایوهای نوری و هارد دیسک‌های جدید
- کابل ۶ یا ۸ پین: تغذیه کارت گرافیک
- کابل مولِکس (MOLEX): درایوهای نوری و هارد دیسک‌های قدیمی
- کابل برگ (Berg): فلاپی دیسک

## انواع
منابع تغذیه در مدیریت کابل (Cable management) به سه دسته تقسیم می‌شوند:
1. غیر ماژولار: تمامی کابل‌های منبع تغذیه به آن متصل است.
2. نیمه ماژولار: نیمی از کابل‌های منبع تغذیه به آن متصل است و بقیه آن بر اساس نیاز کاربر به قسمت خروجی متصل میشوند.
3. ماژولار: هیچ‌کدام از کابل‌ها به منبع تغذیه سیم کشی نشده‌اند بلکه بر روی منبع تغذیه درگاه‌های کابل‌ها قرار گرفته‌است تا کاربر بنا به نیاز خود از کابل مورد استفاده کند.

## محافظت جریان زیاد
محافظت جریان زیاد (Overcurrent protection (OCP)) قابلیتی در منابع تغذیه نوین است که با بیشتر شدن جریان الکتریکی که ممکن است از طریق منبع تغذیه تمامی دستگاه‌های متصل به مادربرد آسیب ببینند، جلوگیری می‌کند. در صورتی که خروجی توان بالای غیرطبیعی شناسایی شود، منبع تغذیه سوئیچینگ آن را به عنوان یک اتصال کوتاه فرض می‌کند و قبل از آسیب دیدن خود را خاموش می‌کند.

## سوئیچ ولتاژ
سوئیچ ولتاژ دکمه‌ای معمولاً قرمز است که وظیفه تعیین ولتاژ ورودی را بر عهده دارد. این سوئیچ برای کشورهای قاره آمریکا بر روی ۱۱۰ ولت و برای کشورهای دیگر بر روی ۲۲۰ قرار می‌گیرد. تنظیم نامناسب این سوئیچ با ولتاژ ورودی باعث بروز مشکلات جدی در منبع تغذیه و سایر سخت‌افزارهای رایانه می‌شود.

## ریل
ریل عبارتی است که برای ولتاژ تولیدی توسط منبع تعذیه به‌کار می‌رود. منبع تغذیهٔ مجهز به چند ریل، احتمالاً دو یا چند سیستم برای ارائهٔ خروجی ۱۲ ولت دارد.
انواع ریل‌ها:
- ریل تکی (Single rail)
- ریل چندتایی (Multi-rail)

## مزایا و معایب
مهمترین مزیت یک منبع تغذیه سوییچینگ بازدهی بالای آن است. از آنجایی که ترانزیستور سوییچینگ فقط در ناحیه قطع و اشباع کار می‌کند (در حالت قطع جریان عبوری از آن ناچیز بوده و در حالت اشباع هم افت ولتاژ روی آن کم است) بنابراین توان مصرفی آن ناچیز است که این سبب بالا رفتن بازده منبع تغذیه می‌گردد. سایر مزایای آن عبارتند از حجم و وزن کمتر (به دلیل حذف ترانسفورماتور فرکانس پایین که وزن بالایی دارد) و گرمای ایجاد شده کمتر (به دلیل بازده بالاتر). معایب آن عبارتند از پیچیدگی زیاد مدار و امکان تداخل الکترومغناطیسی و همچنین ایجاد موجک (ریپل) در فرکانس سوییچینگ و هارمونیک‌های آن.
نوع ارزان قیمت این گونه منابع می‌تواند نویز الکتریکی حاصل از سوییچینگ را وارد شبکه برق شهری نماید که این سبب بروز تداخل با سایر دستگاه‌های صوتی و تصویری که به همان فاز وصل شده‌اند، می‌گردد. منابع تغذیه سوییچینگ فاقد تصحیح ضریب توان نیز ممکن است اعوجاج هارمونیک ایجاد نمایند.
مزایای منابع تغذیه سوئیچینگ
به‌طور کلی می‌توان برخی از مزایای منابع تغذیه سوئیچینگ را به صورت زیر تشریح کرد.
1. بازدهی بالاتر : بدون شک در دنیای امروزی نیاز ما به انرژی زیاد شده‌است و در نتیجه باید مدیریت بهتری روی مصرف انرژی الکتریکی داشته باشیم، پس اگر بخواهیم در طراحی مدار میزان مصرف انرژی را مد نظر قرار دهیم، باید در مدارمان جایی برای منبع تغذیه سوئیچینگ در نظر داشته باشیم. این منابع تغذیه اغلب دارای راندمان بالای ۸۵ درصد هستند و توانسته‌اند اتلاف انرژی که یکی از مشکلات اصلی زندگی بشر در عصر حاضر است را تا حد زیادی کاهش دهند.
2. اندازه کوچکتر و وزن کمتر : برای تبدیل ولتاژ ۱۲ ولت DC به ۵ ولت DC با جریان حداکثر ۱ آمپر می‌توان از یک رگولاتور خطی استفاده کنیم که البته از اتلاف بسیار بیشتری نسبت به رگولاتورهای سوئیچینگ برخوردار است. اما برای مثال اگر بخواهیم برق شهر که دارای ولتاژ ۲۲۰ ولت AC هست را به ۵ ولت DC تبدیل کنیم ابتدا به یک ترانس با وزن و حجم نسبتاً زیاد و سپس یک یکسو ساز و خازن ظرفیت بالا نیاز داریم. روی هم رفته این مدار فضای زیادی را اشغال می‌کند ولی با طراحی یک منبع تغذیه سوئیچینگ با همین مشخصات در یک فضای حداکثر ۲ در ۳ سانتیمتر با وزن بسیار کمتر قابل پیاده‌سازی است. مانند اکثر شارژرهای گوشی‌های موبایل که از منابع تغذیه سوییچینگ بهره می‌برند.
3. قیمت ارزان‌تر: اگر بخواهیم از یک ترانس برای تبدیل AC به DC استفاده کنیم در شرایطی که جریان خروجی ترانس بیش از ۲ آمپر باشد ترانسفورماتور به تنهایی و بدون در نظر گرفتن مدار یکسوساز و تثبیت‌کننده علاوه بر وزن بسیار سنگین در بسیاری از موارد قیمت دو تا چند برابری نسبت به مدارات سوئیچینگ در برخواهد داشت.

در مقابل مزیت‌های بسیار منابع تغذیه سوئیچینگ، این نوع منابع تغذیه بر خلاف منابع تغذیه خطی، به دلیل فرکانس سوئیچینگ می‌توانند هارمونیک‌های زیادی را به وجود آورند و باعث تداخل فرکانسی شوند. اگر یک مدار حساس به تداخل فرکانسی دارید بهتر است از یک منبع تغذیه خطی استفاده کنید. اما اگر این منابع تغذیه نیاز مداری شما را برطرف نکند بهتر است برای مدار منبع تغذیه سوئیچینگ خود فیلترهای مناسب را در نظر بگیرید و باید ملاحظات High Speed PCB Design را در نظر گرفت تا سطح نویز و هارمونیک‌های مدار کاهش یاید. با استفاده از فیلترهای مناسب در مدارات تغذیه سوئیچینگ می‌توانید نویز ناشی از این منابع را تقریباً به صورت کامل حذف کنید.

#### کاربرد منابع تغذیه سوئیچینگ در دوربین های مداربسته[۱۰]
منابع تغذیه سوئیچینگ (Switching Power Supplies) یکی از اجزای مهم در دوربین‌های مداربسته (CCTV) می‌باشند. این منابع تغذیه اهمیت زیادی در عملکرد دوربین‌های مداربسته دارند. در زیر کاربردهای اصلی منابع تغذیه سوئیچینگ در دوربین‌های مداربسته آورده شده است:
1. پایداری توان
2. سازگاری با ولتاژ مختلف
3. تنوع ولتاژ
4. حداقل تولید حرارت
5. کارایی بالا
6. اندازه کوچک و وزن سبک
7. طراحی فشرده
8. حفاظت از افزایش ولتاژ یا جریان
9. کاربرد در شرایط محیطی مختلف
10. قابلیت عمل در دماهای متفاوت محیطی

استفاده از منابع تغذیه سوئیچینگ در دوربین‌های مداربسته بهبود عملکرد، پایداری و عمر مفید دستگاه را افزایش می‌دهد.

## مقایسه منابع تغذیه سوییچینگ و خطی
|                                     | منابع تغذیه خطی | منابع تغذیه سوییچینگ | ملاحظات |
| ----------------------------------- | --- | --- | --- |
| وزن و ابعاد                         | در منابع با توان بالا هیت‌سینک مورد نیاز است که ابعاد منبع را افزایش می‌دهد. استفاده از ترانسفورمرهای فرکانس پایین، به حجم و سنگینی دستگاه می‌افزاید. | در بعضی منابع ممکن است از ترانسفورمر (یا سلف) استفاده شود که البته به دلیل فرکانس کاری بالا، سنگینی و ابعاد ترانسفورمر زیاد نیست. | برای یک ابعاد و وزن مشخص، توان یک ترانسفورمر با فرکانس نسبت مستقیم دارد البته به شرط اینکه بتوان تلفات هیسترزیس را پایین نگه داشت. به عبارت دیگر فرکانس کاری بالاتر به معنای ابعاد کوچک‌تر است. |
| ولتاژ خروجی                         | در صورت استفاده از ترانسفورمر، می‌توان در خروجی به هر ولتاژ دلخواهی دست یافت. در منابع خطی بدون ترانسفورمر ولتاژ خروجی از ورودی بیشتر نخواهد شد در صورت عدم استفاده از رگولاتور، ولتاژ خروجی با بار تغییر می‌کند. | هیچ گونه محدودیتی در ولتاژ خروجی نداریم. در بیشتر مدارات فقط ولتاژ شکست ترانزیستور می‌تواند محدودکننده باشد. ولتاژ خروجی با بار تغییری نمی‌کند. | یک منبع تغذیه سوییچینگ می‌تواند برای دامنه گسترده‌تری از ولتاژهای ورودی و خروجی جوابگو باشد. |
| کارایی، توان و گرمای تلفاتی         | در منابع تغذیه دارای رگولاتور، بازده عمدتاً بسته به اختلاف بین ولتاژ ورودی و خروجی است. ولتاژ خروجی از طریق تلف کردن توان اضافی به شکل حرارت، تنظیم می‌گردد که این سبب می‌شود بازده منبع تغذیه به حدود ۳۰ تا ۴۰ درصد محدود شود. در منابع تغذیه فاقد رگولاتور، تلفات مسی و آهنی ترانسفورمر تنها عامل مؤثر بر کارایی منبع تغذیه است.              | ولتاژ خروجی از طریق کنترل سیکل وظیفه (دیوتی سایکل) تنظیم می‌گردد. ترانزیستورها یا کاملاً روشن (حالت اشباع) هستند یا کاملاً خاموش (حالت قطع) بنابراین تلفات اهمی بین ورودی و بار وجود ندارد. حرارت ایجاد شده ناشی از ویژگی‌های غیر آرمانی اجزای مدار و همچنین جریان حالت دایم مدار کنترل‌کننده می‌باشد. | تلفات سوییچینگ در ترانزیستورها (به خصوص در بازه زمانی کوتاهی از هر دوره تناوب که ترانزیستور در حال‌گذار است)، مقاومت حالت روشن ترانزیستورها، مقاومت معادل سری در سلف‌ها و خازن‌ها، تلفات هسته در سلف‌ها و افت ولتاژ روی دیودها همه و همه سبب می‌گردند که کارایی یک منبع تغذیه سوییچینگ نوعاً بین ۶۰ تا ۷۰ درصد باشد. با وجود این با یک طراحی بهینه مثلاً استفاده از فرکانس سوییچینگ بهینه، اجتناب از اشباع سلف‌ها و یکسوسازی فعال، می‌توان به بازده ۹۵ درصد هم رسید.                                                                                      |
| پیچیدگی                             | یک منبع تغذیه خطی تنظیم نشده می‌تواند صرفاً از یک دیود و یک خازن تشکیل شود. در منابع تنظیم شده یک مدار گسسته یا مجتمع برای تنظیم کردن ولتاژ خروجی وجود دارد. این مدار (و همچنین معیار پایداری حلقه بازخورد آن) نسبت به منابع تغذیه سوییچینگ، پیچیدگی کمتری دارد.                                                                               | در این دسته از منابع یک مدار مجتمع کنترل‌کننده، یک یا چند ترانزیستور و دیود قدرت، یک ترانسفورمر قدرت و چندین سلف و خازن پالاینده (فیلتر) وجود دارند. طراحی این دسته از منابع دارای پیچیدگی‌هایی است که در منابع تغذیه خطی نظیر آن را نمی‌توان یافت.                                                 | در منابع تغذیه سوییچینگ با یک ترانسفورمر می‌توان در خروجی چندین ولتاژ بدست آورد. یکی از این ولتاژهای خروجی باید برای تثبیت ولتاژ حلقه بازخورد استفاده شود. |
| تداخل فرکانس رادیویی                | در بار زیاد، دیودهای یکسوساز ممکن است تداخل فرکانس بالای ناچیزی ایجاد کنند. در کابل‌های فاقد حفاظ (شیلد) هوم القا می‌کنند که می‌تواند در فرکانس صوتی مشکل ساز باشد. | به این دلیل که جریان به‌طور ناگهانی قطع و وصل می‌شود، این دسته از منابع مستعد ایجاد تداخل فرکانس رادیویی و الکترومغناطیسی می‌باشند؛ لذا برای کاهش تداخل باید از پالایه (فیلتر)های تداخل الکترومغناطیسی و همچنین حفاظ‌های فرکانس رادیویی بهره جست.                                                    | در منابع تغذیه سوییچینگ وجود سیم‌های ارتباطی بلند بین اجزای مدار می‌تواند کارایی پالایه (فیلتر)های فرکانس بالا را کاهش دهد. |
| نویز الکترونیکی در ترمینال‌های خروجی | در منابع تغذیه تنظیم نشده یک موجک (ریپل) با فرکانس دو برابر برق شهری (۱۰۰ یا ۱۲۰هرتز) روی مؤلفه جریان مستقیم سوار خواهد شد. این موجک می‌تواند در دستگاه‌های صوتی ایجاد هوم نموده و در دوربین‌های امنیتی سبب نوسان در شدت روشنایی تصویر یا اعوجاج شود.                                                                                           | فرکانس سوییچینگ سبب می‌شود که این گونه منابع نویز بیشتری ایجاد کنند. در صورتی که خروجی فیلتر نشود می‌تواند در مدارات صوتی ایجاد نویز نموده و در مدارات دیجیتال نیز نوسانات ناخواسته ایجاد نماید.                                                                                                   | به کمک خازن‌ها و سایر مدارات پالاینده (فیلترینگ) می‌توان نویز را حذف نمود. در منابع تغذیه سوییچینگ می‌توان با انتخاب فرکانس سوییچینگ، نویز را از محدوده فرکانس کاری دستگاه دور نگه داشت مثلاً در دستگاه‌های صوتی می‌توان فرکانس سوییچینگ را بالاتر از محدوده شنوایی انتخاب نمود. |
| نویز الکترونیکی در ترمینال‌های ورودی | می‌تواند اعوجاج هارمونیک ایجاد نماید ولی نویز فرکانس بالای آن ناچیز است. | منابع تغذیه سوییچینگ ارزان قیمت می‌تواند نویز الکتریکی حاصل از سوییچینگ وارد شبکه برق شهری نماید که این سبب بروز تداخل با سایر دستگاه‌های صوتی و تصویری که به همان فاز وصل شده‌اند، می‌گردد. منابع تغذیه سوییچینگ فاقد تصحیح ضریب توان نیز ممکن است اعوجاج هارمونیک ایجاد نمایند.                    | در صورت استفاده از یک فیلتر تداخل الکترومغناطیسی بین پل دیودی و ترمینال‌های ورودی، می‌توان از ایجاد نویز پیشگیری کرد. |
| نویز آکوستیک                        | هوم بسیار ضعیفی ایجاد می‌کنند که عامل آن لرزش لایه‌های سیم پیچ ترانسفورمر می‌باشد. | معمولاً برای انسان قابل شنیدن نیست مگر اینکه منبع تغذیه دارای فن باشد، درست کار نکند یا اینکه فرکانس سوییچینگ در محدوده قابل شنیدن باشد یا لایه‌های سیم پیچ‌ها در یکی از زیر هارمونیک‌های فرکانس کاری شروع به لرزش کند.                                                                              | در بعضی از منابع تغذیه سوییچینگ در حالت بدون بار فرکانس کاری ممکن است در محدوده شنوایی انسان قرار گیرد و در نتیجه برای کسانی که مشکل پرشنوایی دارند قابل شنیدن باشد. |
| ضریب توان                           | در منابع تغذیه دارای رگولاتور ضریب توان پایین است زیرا جریان در قله (پیک) ولتاژ سینوسی از خط کشیده می‌شود. | از اعداد خیلی پایین تا متوسط در تغییر است زیرا در یک منبع تغذیه سوییچینگ فاقد تصحیح ضریب توان، جریان در قله ولتاژ سینوسی از خط کشیده می‌شود. | در منابع تغذیه سوییچینگ تصحیح ضریب توان فعال یا غیرفعال می‌تواند این مشکل را حل نموده و حتی در بعضی از کشورهای اروپایی این کار الزامی است. در یک منبع تغذیه خطی، مقاومت داخلی یک ترانسفورمر معمولاً حداکثر جریان را در هر تناوب محدود نموده و به این ترتیب ضریب توان آن از یک منبع تغذیه سوییچینگ بهتر است. |
| جریان هجومی وارده به منبع           | در یک منبع تغذیه خطی در لحظه اتصال به برق شهری تا هنگامی که شار مغناطیسی ترانسفورمر به یک حد پایدار برسد و خازن‌ها کاملاً شارژ شوند جریان هجومی بالا است. | جریان هجومی فوق‌العاده بالاست و فقط توسط امپدانس ورودی منبع تغذیه و مقاومت‌های سری با خازن محدود می‌گردد. | خازن‌های پالاینده (فیلتر) خالی در ابتدای کار برای پر شدن جریان زیادی می‌کشند که بسیار بیشتر از جریان حالت عادی منبع می‌باشد این امر به اجزایی از مدار که در معرض این جریان هجومی قرار دارند فشار وارد نموده وانتخاب فیوز مناسب را مشکل می‌کند. |
| خطر برق گرفتگی                      | در منابع تغذیه دارای ترانسفورمر امکان زمین کردن بدنه و هسته ترانسفورمر وجود دارد. چنانچه عایق بین سیم پیچی اولیه و ثانویه از بین برود، خطر برق گرفتگی وجود دارد که البته با طراحی صحیح می‌توان جلو آن را گرفت. منابع تغذیه خطی بدون ترانسفورمر ذاتاً خطرناک هستند. در منابع تغذیه خطی و سوییچینگ باید ولتاژ ورودی و گاهی خروجی را ایزوله نمود. | خط مرجع و بدنه دستگاه به ولتاژی برابر نصف ولتاژ برق شهر اما با امپدانس بالا متصل شده‌است مگر اینکه بدنه به زمین وصل شده باشد یا اینکه در ورودی منبع فیلتر تداخل الکترومغناطیسی موجود نباشد. | بنابر مقررات مربوط به تداخل الکترومغناطیسی و فرکانس رادیویی، بیشتر منابع تغذیه سوییچینگ در ورودی خود قبل از پل دیودی دارای مدار فیلتر تداخل الکترومغناطیسی بوده که از تعدادی خازن و سلف تشکیل شده‌است. دو خازن که یکی به فاز و دیگری به نول وصل است به هم سری شده‌اند سر وسط یرای اتصال به زمین در نظر گرفته شده‌است. این یک تقسیم ولتاژ خازنی ایجاد می‌کند که خط مرجع دستگاه را به ولتاژی برابر نصف برق شهر متصل می‌کند. امپدانس بالای این خط در کاربر یک حالت گزش خفیف ایجاد می‌کند و می‌توان از آن برای راه اندازی یک نمایشگر خطای زمین استفاده کرد. |
| خطر آسیب به تجهیزات                 | بسیار پایین است مگر اینکه بین سیم پیچی اولیه و ثانویه اتصال کوتاه پیش بیاید یا اینکه رگولاتور خراب شود. | ممکن است بعلت خرابی دستگاه، ولتاژ خروجی زیاد شود. فشار بر خازن‌ها می‌تواند سبب ترکیدن آن‌ها شود. در برخی موارد ولتاژ شناور می‌تواند به طبقه ورودی آمپلی‌فایرها آسیب برساند. | ولتاژ شناور توسط خازن‌هایی ایجاد می‌شود که اولیه و ثانویه منبع تغذیه سوییچینگ را به هم وصل می‌کنند. چنانچه ثانویه به زمین وصل شود یک جریان لحظه‌ای و بالقوه مخرب از این خازن عبور خواهد کرد. |

## انواع منبع تغذیه سوئیچینگ
منابع تغذیه سوئیچینگ (صنعتی) به‌طور کلی به دو دسته تقسیم می‌شوند:
- منابع تغذیه سوئیچینگ ریلی
- منابع تغذیه سوئیچینگ کف خواب

تفاوت‌های عمده این دو تغذیه در رنج متفاوت ولتاژ ورودی، حفاظت اتصال کوتاه به کار رفته در آن، چینش و نوع پایه‌های مورد استفاده و ساختار ظاهری آنها با هم است.
در منبع تغذیه‌های ریلی معمولاً محدوده قابل قبول ولتاژ ورودی بسیار وسیع تر از منابع تغذیه کتابی است. به‌طور معمول در منابع تغذیه ریلی ولتاژ ورودی از ۱۰۰ ولت تا ۲۴۰ ولت بدون ایجاد مشکل در کارایی منبع می‌تواند تغییر کند اما محدوده ولتاژ ورودی منابع تغذیه کتابی برای حالت ۲۲۰ ولت تنها به اندازه ۳۳ ولت بالا و پایین‌تر از مقدار ۲۲۰ ولت می‌باشد.

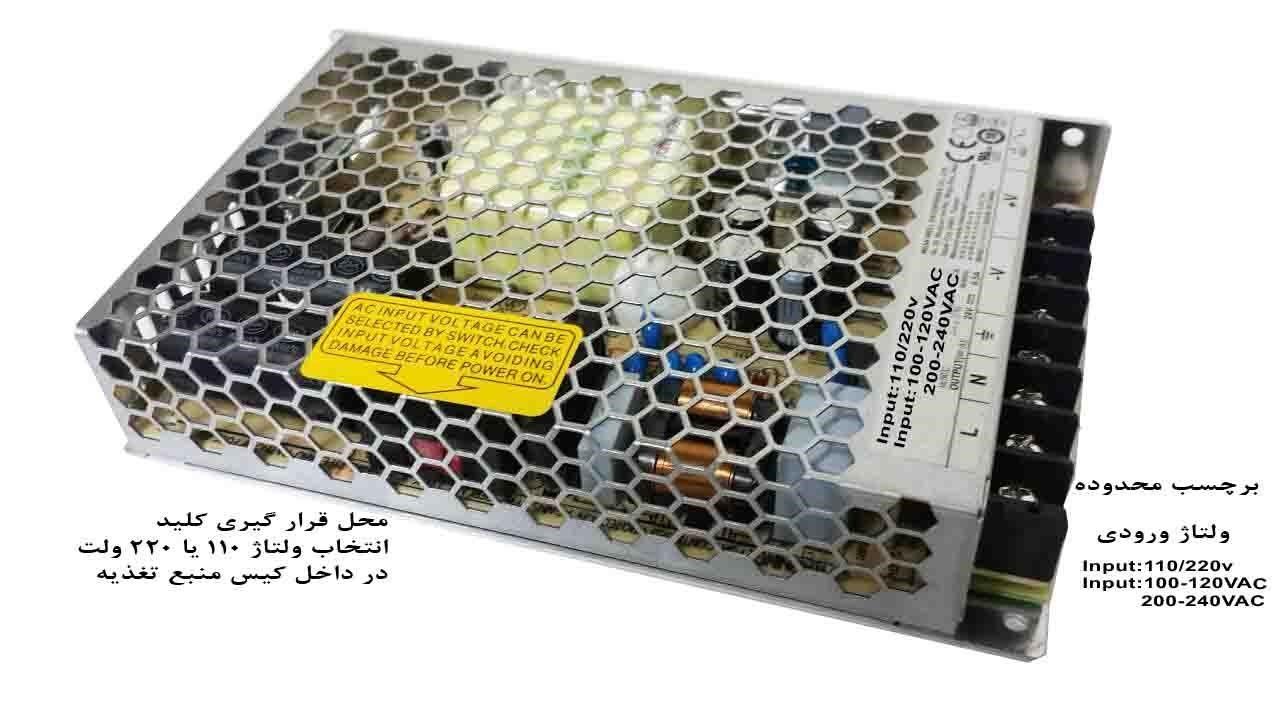
نمونه ای از منبع تغذیه کف خواب

با اتصال کوتاه شدن خروجی یا ایجاد اضافه جریان در خروجی منابع تغذیه کتابی به کلی قطع شده و برای شروع مجدد نیاز به قطع برق از ورودی و اتصال مجدد آن به تغذیه است در حالی که در منابع ریلی پس از برطرف شدن اتصال کوتاه به‌طور اتومات به کار خود بازمی‌گردد. درون منابع کتابی یک سوئیچ یا کلید وجود دارد که در صورتی که با ولتاژ برق ورودی متناسب تنظیم نشده باشد می‌تواند باعث سوختن دستگاه شود یا خروجی نامناسبی داشته باشد.
نکته حائز اهمیتی که باید به آن توجه داشت نحوه برگشتن از حالت‌های اضطرای به حالت عادی است. در منابع تغذیه کفی در صورت وجود حفاظت مورد نظر، پس از رفع شدن آن حالت اضطراری برای بازگشت به حالت عادی و نرمال باید برق ورودی دستگاه قطع شده و پس از چند ثانیه مجدداً برق ورودی وصل شود. به عنوان مثال وقتی که خروجی دستگاه اتصال کوتاه شود منابع تغذیه کف خواب (در صورت داشتن حفاظت اتصال کوتاه) خاموش می‌شود. پس از بر طرف شدن مشکل اتصال کوتاه برای بازگشت به حالت عادی باید ورودی منبع تغذیه قطع شده و مجدداً پس از چند ثانیه وصل گردد تا دستگاه روشن شود.
اما در منابع تغذیه ریلی این فرایند به‌طور خودکار انجام می‌شود و پس از رفع شدن مشکل، دستگاه به صورت اتومات به مدار بازمی‌گردد.
از آنجا که در منابع کتابی (کف خواب) ترمینال‌های ورودی برق شهر و خروجی کنار هم چیده شده‌است خطر اتصالی کوتاه ورودی و خروجی یا اشتباه در نصب و راه اندازی بیشتر است. اصولاً پیشنهاد می‌شود به منظور زیبایی و سادگی نصب و ایمنی بیشتر از منابع تغذیه‌ای استفاده کنید که ترمینال‌های ورودی از هم با فاصلهٔ مطمئنی قرار گرفته باشند. از نقطه نظر هزینه، قیمت منابع تغذیه ریلی بیشتر از منابع تغذیه کتابی است که این امر به نوبهٔ خود می‌تواند یک فاکتور مؤثر در انتخاب منبع تغذیه به حساب آید.

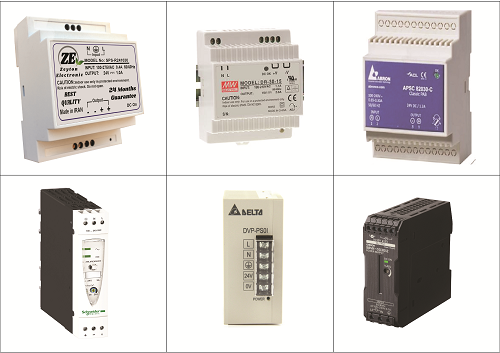
چند نمونه منبع تغذیه سوئیچینگ ریلی

در پایان اگر از تابلو برق برای راه انداز اتوماسیون برق صنعتی استفاده می‌کنید نصب منبع تغذیه روی ریل‌های تابلو می‌تواند حس زیباتری نسبت به منابع تغذیه کتابی به شما دهد.
برای مقایسه بهتر این دو نوع منبع تغذیه، جدول زیر آورده شده‌است. توجه داشته باشید که مقایسه‌ها بین منابع تغذیه ریلی و کف خواب معتبر موجود در بازار صورت گرفته‌است.

| آیتم                                                | توضیحات                                                                                 | منبع تغذیه سوئیچنگ کف خواب (کفی) صنعتی                           | منبع تغذیه سوئیچنگ ریلی صنعتی                                                  |
| --------------------------------------------------- | --------------------------------------------------------------------------------------- | ---------------------------------------------------------------- | ------------------------------------------------------------------------------ |
| محدوده مورد قبول ولتاژ ورودی (Input Range Voltage)  | محدوده ولتاژی که دستگاه در آن می‌تواند به درستی کار کند                                  | ۱۱۰ یا ۲۲۰ ولت (با تلرانس ۱۵ درصد) که توسط کاربر انتخاب می‌شود    | به‌طور معمول در بازه وسیعی از ۱۰۰ تا ۲۴۰ ولت                                    |
| حفاظت افت ولتاژ ورودی (Brownout Voltage Protection) | حفاظت خود منبع تغذیه از افت ولتاژ ورودی                                                 | ممکن است در برخی مدل‌ها وجود داشته باشد                           | وجود دارد                                                                      |
| حفاظت اتصال کوتاه (Short Circuit Protection)        | در صورت اتصال کوتاه سیم‌های خروجی منبع تغذیه خاموش شود                                   | در برخی مدل‌ها                                                    | وجود دارد                                                                      |
| حفاظت اضافه جریان خروجی (Over load Protection)      | وقتی که جریان خروجی به مقدار غیرمجاز خود برسد جریان خروجی به اندازه مجاز خود بر می‌گردد. | در برخی مدل‌ها                                                    | در برخی مدل‌ها                                                                  |
| حفاظت اضافه ولتاژ خروجی (Overload Protection)       | وقتی که ولتاژ خروجی به مقدار غیرمجاز خود رسید ولتاژ خروجی کاهش می‌یابد.                  | وجود دارد                                                        | وجود دارد                                                                      |
| قابلیت شروع نرم (Soft Start)                        | سافت استارت                                                                             | در برخی مدل‌ها                                                    | در برخی مدل‌ها و برندها                                                         |
| قابلیت شروع با وقفه (Delay Start)                   | در لحظه شروع خروجی وقتی متصل می‌شود که ولتاژ ثابت شده باشد                               | در برخی مدل‌ها                                                    | در برخی مدل‌ها                                                                  |
| میزان ریپل خروجی (Ripple)                           | میزان نوسانات ولتاژ خروجی                                                               | کمتر از ۲۵۰ میلی ولت                                             | کمتر از ۲۵۰ میلی ولت                                                           |
| نحوه بازگشت به حالت نرمال                           | نحوه بازگشت منبع تغذیه به حالت عادی پس از رفع مشکل (در صورت وجود محاظت مورد نظر)        | باید برق ورودی قطع و مجدداً پس از چند ثانیه وصل شود               | به‌طور خودکار انجام می‌شود                                                       |
| ایمنی نصب و راه اندازی                              | احتمال اتصال ورودی‌ها با خروجی هنگام نصب و استفاده                                       | ایمنی پایین‌تر                                                    | ایمنی بالاتر                                                                   |
| جایگاه ترمینال‌ها                                    | محل قرارگیری ترمینالها                                                                  | ترمینال‌های ورودی و خروجی در یک سمت دستگاه                        | در برخی مدل‌های به جهت ایمنی بیشتر ترمینال‌های ورودی و خروجی جدا از هم قرار دارد |
| تعداد ترمینال‌ها                                     | تعداد ترمینال‌های ورودی و خروجی                                                          | بسته به مدل از ۵ ترمینال به بالا (فاز – نول – ارت – مثبت – منفی) | بسته به مدل از ۵ ترمینال به بالا (فاز – نول – ارت – مثبت – منفی)               |
| ابعاد                                               |                                                                                         | متوسط و بزرگ                                                     | کوچک                                                                           |
| راحتی نصب و کاربرد                                  |                                                                                         | سخت                                                              | راحت                                                                           |
| طول عمر                                             |                                                                                         | کم                                                               | زیاد                                                                           |
| کاربرد                                              |                                                                                         | وسایل غیر حساس مانند تابلوهای LED،                               | تجهیزات حساس مانند PLC, HMI، سنسور                                             |

## PFC فعال
PFC فعال موجب می شود تا توان واقعی ایجاد شود. برای مثال ممکن است منبع تغذیه سوئیچینگی که 500 وات است 450 وات استفاده کند اما با PFC فعال، دقیقا همان مقدار ذکر شده مصرف می شود.